# Línguas nupoides
As línguas nupoides constituem um ramo da família linguística Volta–Níger. São faladas no centro da Nigéria, incluindo a cidade de Kaduna e a capital, Abuja. Fazem parte da família os idiomas nupé, gbagyi e ebira, cada um com cerca de um milhão de falantes.

## Línguas
- Ebira–Gade: Ebira, Gade
- Nupé–Bagi
  - Gwari (Gbagyi, Gbari)
  - Nupé: Nupé, Asu, Gupa-Abawa, Kakanda, Kami, Kupa
  - Dibo